# Ацо Караманов
Ацо Караманов (Радовиш, 31. јануар 1927 — 7. октобар 1944) био је  македонски пјесник и учесник НОБ-а.

## Живот
Караманов је рођен у Радовишу, као најстарије дијете у породици Васила и Софије. Када је имао само три мјесеца, његова породица је због очеве службе напустила родни град и отишла прво у Београд, затим у друга мјеста широм Србије, али је у селу Велико Орашје остала неколико година. Ту је Ацо завршио основно образовање и захваљујући свом учитељу, мали Караманов је развио љубав према књижевности. Прве стихове написао је у другом разреду, односно са 9 година.
Увидјевши предиспозиције Аца Караманова, његов учитељ га је лично повео на пријемни испит у гимназију у Смедереву, који је положио са одличним успјехом. Најприје је живио сам са мајком у Смедереву, а онда када је отац добио посао у Скопљу, преселили су се у Македонију. Крајем школске 1937/38 године уписао се у Прву мушку гимназију у Скопљу.
Ступио је у СКОЈ 1941. године и активно учествовао у дистрибуцији летака и другим акцијама. Од првог дана окупације исказао је спремност за борбу против фашизма. Као Скопљанац, присуствовао је илегалним скуповима ради проучавања грађе за потребе народноослободилачке борбе народа Југославије. Током распуста, између часова, јавно је негативно гледао на фашизам. Развијене активности за привлачење нових присталица и активности за ослободилачки покрет. Посебно је био активан у раскринкавању фашистичких омладинских организација попут Браника, Легионара, оца Пајсија и других  . Крајем маја 1944. године породица се преселила у родни Радовиш.
Припадник 4. батаљона Четврте македонске јуришне бригаде је постао 5. септембра 1944. године. Приликом формирања Педесете македонске дивизије НОВЈ, 17. септембра 1944. године у селу Митрашинци, прекомандован је у њену Тринаесту македонску бригаду  гдје је био у партизанима свега 32 дана. Погинуо је 7. октобра 1944. године у борби против њемачких фашиста код села Смојмирово, Беровска област. Био је тешко рањен током извиђачке операције, а затим су га њемачки војници брутално изболи бајонетима, на дан када је отпјевао последњи стих: Треба да певамо кад умремо.

## Рад
Овај талентовани писац живио је само 17 година, али његове хумане поруке записане у пјесмама остају да свједоче о стваралачком таленту, о дјечјој визији љепшег свијета, о недовршеном и недоживљеном јутру слободе. За живота Караманов није објавио ниједну књигу поезије или прозе, али, колико је познато, од њега је сачувано око 280 пјесничких дијела, као и његове свеске, свеске за читање, дневници и епистолар (писма и преписка).
Међу сачуваним поетским делима су: Прича (1943/1944), роман Тело плавих очију, недовршени роман Човек који је пио арсен, Дневник, Есеји, прикази и писма [3] .
Дуги низ година послије Другог свјетског рата био је познат само као револуционарни пјесник који је писао поп текстове, верујући у стварање новог и другачијег свијета. Захваљујући Милану Ђурчинову и 
Радивоју Пешићу, његовим школским друговима, радови су данас доступни:
- Црвено пролеће, објављено 1963, 1984. и 1989. године
- Прозни записи, објављен 1981;
- Сребрни снови и
- Велика песма Аца Караманова, објављена 2006. године.

Поред писања, Караманов је цртао и цртане филмове.
Карамановљево дјело је написано на српскохрватском и бугарском језику. Према студији проф. Александар Јорданов, бивши амбасадор Бугарске, у македонским архивама чувају се непреведени бугарски текстови пјесника, посвећени националним херојима бугарске историје, као што су Васил Левски, Христо Ботев и сл.

## Част
Ацо Караманов је личност по којој име носи улица у Скопљу и Радовишу, вртићу у Радовишу, општинска установа „Културни центар – Радовиш“, фолклорни ансамбл (ФА „Ацо Караманов“).
Њему у част сваке године се одржавају „Карамански сусрети” који повезују песнике из свих балканских земаља и шире.